# مجريات التغير المناخي في عام 2022
توثق هذه المقالة الأحداث ونتائج الأبحاث والتأثيرات والاستجابات المتعلقة بالاحتباس الحراري والتغير المناخي خلال عام 2022.

## الموجز
- 22 يناير: صرح صندوق النقد الدولي «بوجود حاجة مستقبلية إلى سياسات عالمية أكثر تنسيقًا- بما في ذلك الحدود الدنيا لأسعار الكربون- لتحقيق الأهداف الجديدة التي وضعت في مؤتمر غلاسكو للمناخ (نوفمبر 2021) ودرء تغير المناخ العالمي الكارثي. وستحتاج هذه التدابير على المستوى الوطني إلى تعزيزها بمبادرات تمويل المناخ متعددة الأطراف والمزودة بالموارد الكافية لضمان استثمار جميع البلدان في تدابير التخفيف والتكيف المطلوبة».[1]

## القياسات والإحصاءات
- 13 يناير: سجلت أستراليا أعلى درجة حرارة بشكل موثوق بالقرب من بلدة أونسلو بغرب أستراليا، قدرت بحوالي 50.7 درجة مئوية (123.3 درجة فهرنهايت).
- فبراير: كانت دورة الألعاب الأولمبية الشتوية لعام 2022 في بكين الأولى التي اعتمدت بشكل كامل على الثلج الاصطناعي (100%)، متجاوزة بيونغ تشانغ (2018، 90%) وسوتشي (2014، 80%). يُتوقع في حال استمرار الاحتباس الحراري كما في العقدين السابقين، عدم إمكانية استمرار الألعاب الشتوية بحلول عام 2100 في 20 مكانًا من أصل 21 من الأماكن المضيفة سابقًا.
- 1 فبراير: أفادت دراسة نُشرت في المكتبة العامة للعلوم (بلوس) قسم المناخ، أنه قد سُجل في عام 2019 حرارة شديدة في 57% من سطح المحيط العالمي، مقارنة بنسبة 2% خلال الثورة الصناعية الثانية، وأن مؤشر الحرارة المعياري العالمي قد ارتفع بنسبة 68.23% بين ثمانينيات القرن العشرين وعام 2010. ذكر الباحثون أن «أجزاء كثيرة من المناطق شبه الاستوائية ومناطق خطوط العرض الوسطى قد وصلت إلى حالة شبه دائمة من الاحترار الشديد».[2]
- 14 فبراير: خلصت دراسة نُشرت في مجلة نيتشر كلايمت تشينج إلى أن موجة الجفاف الكبرى في جنوب غرب أمريكا الشمالية والتي بدأت في عام 2000 كانت أكثر فترة 22 عامًا من الجفاف في جنوب غرب أمريكا الشمالية منذ عام 800 على الأقل، وتوقعت أن تستمر موجة الجفاف الكبرى هذه حتى عام 2022، مطابقة مدة موجة الجفاف التي حدثت في أواخر القرن الخامس عشر الميلادي.[3]
- 7 مارس: أفاد باحثون في مجلة نيتشر كلايمت تشينج بأن أكثر من ثلاثة أرباع غابات الأمازون المطيرة تفقد قدرتها على التحمل بسبب إزالة الغابات والتغير المناخي منذ أوائل الألفية الثانية، كما قيست بالنسبة لوقت التعافي من الاضطرابات قصيرة المدى «التباطؤ الحرج»، مما يعزز النظرية القائلة بأنها تقترب من مرحلة انتقالية حرجة. أبلغ المعهد الوطني لأبحاث الفضاء في 11 مارس، عن بيانات الأقمار الصناعية التي تظهر مستويات قياسية عالية من إزالة غابات الأمازون في البرازيل في شهر فبراير (199 كيلومتر مربع).
- 15 مارس: حدد تقرير منظمة مراقبة الطاقة العالمية- استنادًا إلى البيانات والنمذجة على مستوى المناجم- انبعاث حوالي 52.3 مليون طن من الميثان سنويًا من تعدين الفحم، منافسًا النفط (39 مليون طن) والغاز (45 مليون طن)، والذي كان قابلًا للمقارنة بتأثير المناخ لانبعاثات ثاني أكسيد الكربون من جميع محطات الفحم في الصين.
- 24 مارس: تستعرض دراسة نشرت في دورية الحدود في الغابات والتغير العالمي الآليات الفيزيائية الحيوية التي تؤثر بها الغابات على المناخ، وتبين أن إزالة الغابات على نطاق واسع بعد 50 درجة شمالًا تؤدي إلى صافي تبريد عالمي، وأن إزالة الغابات الاستوائية تؤدي إلى ارتفاع كبير في الاحترار من تأثيرات غير متعلقة بثاني أكسيد الكربون، وأن الغابات الاستوائية القائمة تساعد في تبريد متوسط الحرارة العالمية بأكثر من درجة مئوية.
- 30 مارس: ذكرت مجلة غلوبال إلكتريستي ريفيو التابعة لمجمع إمبر، أن طاقة الرياح والطاقة الشمسية قد حققت رقمًا قياسيًا بلغ 10% من الكهرباء العالمية في عام 2021، مع تشكيل الطاقة النظيفة 38% من الإمدادات، وأكثر من الفحم الذي شكل 36%.  إلا أنه وبانتعاش نمو الطلب، حصل ارتفاع قياسي في طاقة الفحم والانبعاثات.[4]
- 7 أبريل: أبلغت الإدارة الوطنية للمحيطات والغلاف الجوي عن زيادة سنوية في ميثان الغلاف الجوي العالمي بمقدار 17 جزءًا في البليون في عام 2021 بمتوسط 1895.7 جزء في البليون في ذلك العام، وهي أكبر زيادة سنوية مسجلة منذ بدء القياسات المنهجية في عام 1983. بلغت الزيادة خلال عام 2020 حوالي 15.3 جزء في البليون، والتي تعد نفسها زيادة قياسية.
- 26 أبريل: خلصت منظمة ميزانية الكربون العالمية 2021 (دراسة منشورة في بيانات علوم نظام الأرض) إلى أن انبعاثات ثاني أكسيد الكربون الأحفوري قد ازدادت بحوالي 4.8% مقارنة بانبعاثات 2020، وبالعودة إلى مستويات 2019، فقد حددت ثلاث قضايا رئيسية لتحسين الدقة الموثوقة للرصد، مبينة تجاوز الصين والهند مستويات عام 2019 (بنسب 5.7% و3.2%) بينما ظل الاتحاد الأوروبي وكذلك الولايات المتحدة دون مستويات عام 2019 (بنسب 5.3% و4.5%)، وحددت التغيرات والاتجاهات المختلفة، وقدمت للمرة الأولى تقديرات النماذج المرتبطة بقوائم حصر غازات الدفيئة للبلد الرسمي، ووضحت أن ميزانية الكربون المتبقية في 1 يناير 2022 لأرجحية 50% للحد من ظاهرة الاحتباس الحراري بمقدار 1.5 درجة مئوية بلغت 120 غيغا طن من ثاني أكسيد الكربون (420 غيغا طن من ثاني أكسيد الكربون) أو 11 عامًا من مستويات انبعاثات عام 2021.[5]
- 26 أبريل: اقترح العلماء وقيّموا مبدئيًا في مجلة نيتشر ريفيوز إيرث أند إينفايرومنت حدودًا كوكبية يحتمل أن انتهكت فيما يتعلق بالمياه الخضراء في دورة المياه، مقاسة بانحراف رطوبة التربة عند الجذور عن التغيرات في الهولوسين. دمجت دراسة نُشرت قبل يوم واحد في مستقبل الأرض «المياه الخضراء» مع «المياه الزرقاء» في مؤشر لقياس وتوقع ندرة المياه في الزراعة لسيناريوهات التغير المناخي.
- 27 أبريل: خلصت الطبعة الثانية من توقعات الأراضي العالمية الصادرة عن اتفاقية الأمم المتحدة لمكافحة التصحر إلى أن «البشر قد غيروا بالفعل أكثر من 70% من مساحة اليابسة على الأرض من حالتها الطبيعية، مما تسبب في تدهور بيئي لا مثيل له وساهم بشكل كبير في الاحترار العالمي».
- مايو: أفادت هيئة المتنزه البحري للحاجز المرجاني العظيم أن مسحًا جويًا في مارس 2022 للحديقة أشار إلى أن 91% من الشعاب المرجانية أظهرت «بعض الابيضاض»، إذ كانت أنماط التبييض «متوافقة إلى حد كبير مع التوزيع المكاني لتراكم الإجهاد الحراري».[6]
- 12 مايو: حدد الباحثون أكبر 425 مشروعًا لاستخراج الوقود الأحفوري على مستوى العالم، والتي كان 40% منها جديدًا منذ عام 2020 ولم تبدأ الاستخراج بعد. وخلصوا في دراسة سياسة الطاقة إلى أن «تعطيل» هذه «القنابل الكربونية» سيكون ضروريًا للتخفيف من آثار التغير المناخي على الأهداف المناخية العالمية. وجدت دراسة منفصلة في رسائل الأبحاث البيئية في 17 مايو أن «البقاء ضمن ميزانية كربون تبلغ 1.5 درجة مئوية (احتمال بنسبة 50%) يعني ترك ما يقرب من 40% من الاحتياطيات المتقدمة من الوقود الأحفوري غير مستخرجًا». وفي 26 مايو، حسبت دراسة نشرت في مجلة نيتشر كلايمت تشينج الخسارة في الأرباح المالية المستقبلية الناتجة عن سياسات المناخ من أصول الوقود الأحفوري العالمية العالقة.
- 26 مايو: كشفت دراسة في مجلة نيتشر كلايمت تشينج أن العواصف في نصف الأرض الجنوبي، قد وصلت بالفعل إلى مستويات شديدة توقع حدوثها فقط في عام 2080.
- 3 يونيو: أفادت الإدارة الوطنية للمحيطات والغلاف الجوي أن التركيز العالمي لثاني أكسيد الكربون في الغلاف الجوي للأرض أكبر الآن بنسبة 50% مما كان عليه في عصر ما قبل الصناعة، ومن المرجح أن يكون عند مستوى شوهد آخر مرة منذ 4.1 إلى 4.5 مليون سنة، عند 421 جزء في المليون.
- 20 يونيو: تشير دراسة في مجلة نيتشر فود إلى أن انبعاثات ثاني أكسيد الكربون الناتجة عن أميال الغذاء العالمية تزيد 3.5-7.5 مرة عن التقديرات السابقة، إذ يمثل النقل حوالي 19% من إجمالي انبعاثات النظام الغذائي، ولو أن التحول نحو النظم الغذائية النباتية ما زال شديد الأهمية.
- 25 يونيو: تشير دراسة نُشرت في رسائل البحوث الجيوفيزيائية إلى أن القطب الشمالي يزداد احترارًا أربع مرات أسرع من الاحتباس الحراري الحالي، وهو أسرع بكثير مما يمكن أن يتوقعه مشروع المقارنة بين النماذج المقترنة 6.

## الأحداث والظواهر الطبيعية
- 10 مارس: أشارت نتائج دراسة امتدت على مدار 22 شهر، ووردت في التقارير العلمية لدورية نيتشر بورتفوليو، إلى أن العديد من أنواع الشعاب المرجانية يمكنها البقاء على قيد الحياة والتعامل مع ظروف المحيطات المستقبلية (درجة الحرارة والحموضة) بما يتوافق مع الشروط الحالية (أواخر عام 2021) التي فرضها اتفاق باريس للمناخ عام 2015، ما يمنحنا الأمل فيما يتعلق بمستقبل وظيفة النظام الإيكولوجي للشعاب المرجانية على الصعيد العالمي.
- وفقًا لتقارير مارس، أثرت أحداث ابيضاض المرجان بشدة على 60% من الشعاب المرجانية في الحاجز المرجاني العظيم بأستراليا، وهو أول حدث من هذا القبيل في مرحلة لا نينا (مرحلة التبريد).[7]
- 28 أبريل: ذكرت دراسة نشرت في دورية نيتشر أن تغير استخدام الأراضي والمناخ سيوفر فرص جديدة لانتقال الفيروسات بين أنواع الحياة البرية المعزولة جغرافيًا سابقًا، وبطريقة ما ستتكافل الأنواع لتشكل مجموعات جديدة تدعم انتقال فيروساتها بين الأنواع، ويقدر عدد مرات الانتقال بنحو 4000 مرة. خلصت الدراسة إلى أن ارتفاع درجات الحرارة أقل من درجتين مئويتين خلال القرن لن يقلل من الانتشار الفيروسي في المستقبل.
- 27 يونيو: بالاعتماد على لائحة صغيرة من البكتيريا غير المعروفة، اقترح الباحثون، في دراسة أجرتها نيتشر بيوتكنولوجي، العمل على الميكروبات التي ستنطلق قريبًا نتيجة ذوبان الأنهار الجليدية في جميع أنحاء العالم، لمعرفة التهديدات المحتملة وفهمها ودراسة طبيعة الكائنات المحبة للظروف القاسية قبل وقوع الكارثة.[8]
- 28 يونيو: وضحت مراجعة منشورة في دورية الأبحاث البيئية: المناخ، الحالة الحالية لعلم تفسير الأحداث المتطرفة وفقًا لتغير المناخ، واستنتجت الاحتمالات ومقدار التكاليف تبعًا للشدة للروابط المقترحة، بالإضافة إلى اقتراح طرق محتملة لتحسينها.[9][10]
- 4 يوليو: أفاد العلماء في نيتشر كميونيكاشنز بأن سرعة ارتفاع موجات الحر في أوروبا الغربية أكبر بثلاث إلى أربع مرات مقارنةً ببقية خطوط العرض الوسطى الشمالية على مدار الأعوام الاثنين والأربعين الماضية، وأن بعض التغييرات الديناميكية في الغلاف الجوي قد تفسر –جزئيًا- زيادتها.[11]
- 25 أغسطس: خلصت دراسة نشرت في دورية ساينتفك ريبورتس إلى أن حرائق الغابات الأسترالية 2019-2020 تسببت في ارتفاع مفاجئ في متوسط درجات حرارة طبقة الستراتوسفير الدنيا العالمي ومددت فترة ثقب الأوزون في أنتاركتيكا، ما أكد صحة المخاوف التي ادعت أن حرائق الغابات، الناجمة عن تفاقم بسبب الاحتباس الحراري، قد تعرقل التقدم الذي حققه بروتوكول مونتريال للحفاظ على طبقة الأوزون.[12]
- 1 سبتمبر: ذكر تقرير الرؤى الاقتصادية لمعهد سويس ري أن الخسائر المؤمن عليها من الفيضانات تضاعفت مقارنةً بالعقد السابق لتصل إلى 80 مليار دولار عالميًا خلال الفترة 2011-2020، بينما ظلت نسبة انتشار التأمين تقدر بنحو 18%.
- سبتمبر: صُرح بأن تغير المناخ يمثل بالفعل تهديد مهم، فهو إلى جانب الطقس القاسي، يهدد 34% من الأنواع، وقد أفاد تقرير حالة الطيور في العالم لعام 2022، الصادر عن منظمة بيردلايف إنترناشونال، أن معدل تعداد 49% من أنواع الطيور في جميع أنحاء العالم بتناقص (بينما يشهد تزايدًا في 6% من الحالات فقط).[13]